# Inácio de Santa Teresa
Inácio de Santa Teresa O.S.A. (Porto, 22 de novembro de 1682 — Faro, 15 de abril de 1751) foi um prelado português.

## Biografia
D. Frei Inácio de Santa Teresa foi nomeado arcebispo de Goa em 1721, cargo que exerceu até 1740. Durante sua prelazia em Goa, exerceu a função de membro do Conselho de Governo da Índia Portuguesa, por duas vezes (12.º e 13.º Conselhos).
Em 1740, é nomeado bispo de Faro, mas levando seu título pessoal de Arcebispo, cargo em que ficou até a sua morte, em 1751.